# Megaselia paludosa
Megaselia paludosa är en tvåvingeart som först beskrevs av Wood 1908.  Megaselia paludosa ingår i släktet Megaselia och familjen puckelflugor. Arten är reproducerande i Sverige. Inga underarter finns listade i Catalogue of Life.